# Fondazione dell'Aquila

Stemma dell'Aquila

La città dell'Aquila è stata fondata due volte nel XIII secolo a causa della distruzione della stessa da parte di Manfredi di Sicilia, che portò al decadimento del primo centro abitato. Le vicende sono narrate da Buccio di Ranallo, poeta e scrittore aquilano che racconta nelle sue cronache rimate della storia della città dal 1254 al 1362, anno che precede la sua morte. La città nacque da un piccolo castello denominato Acculi, probabilmente più popoloso e importante degli altri, tanto da essere stato nel 969 luogo di incontro tra papa Giovanni XIII e l'imperatore Ottone I. Come riporta lo storico Leopoldo Cassese, Buccio fu:
(Leopoldo Cassese)
La raccolta e la valorizzazione del corpus delle cronache aquilane si deve allo storico e arcivescovo aquilano Anton Ludovico Antinori, vissuto nel XVIII secolo.

## La leggenda
Per la presenza di numerose sorgenti il castello che diede nome alla città era chiamato Santa Maria de Aquilis oppure de Acquilis, divenendo successivamente  Acculum, poi Accula, quindi Acquili, e mantenendo sempre la caratteristica di diminutivo latino di aqua. L'assonanza lo fece paragonare al nome del rapace che figurava sulle insegne imperiali di Federico II di Svevia e contribuì alla definitiva scelta di Aquila.

### I castelli
(Buccio da Ranallo, Croniche)

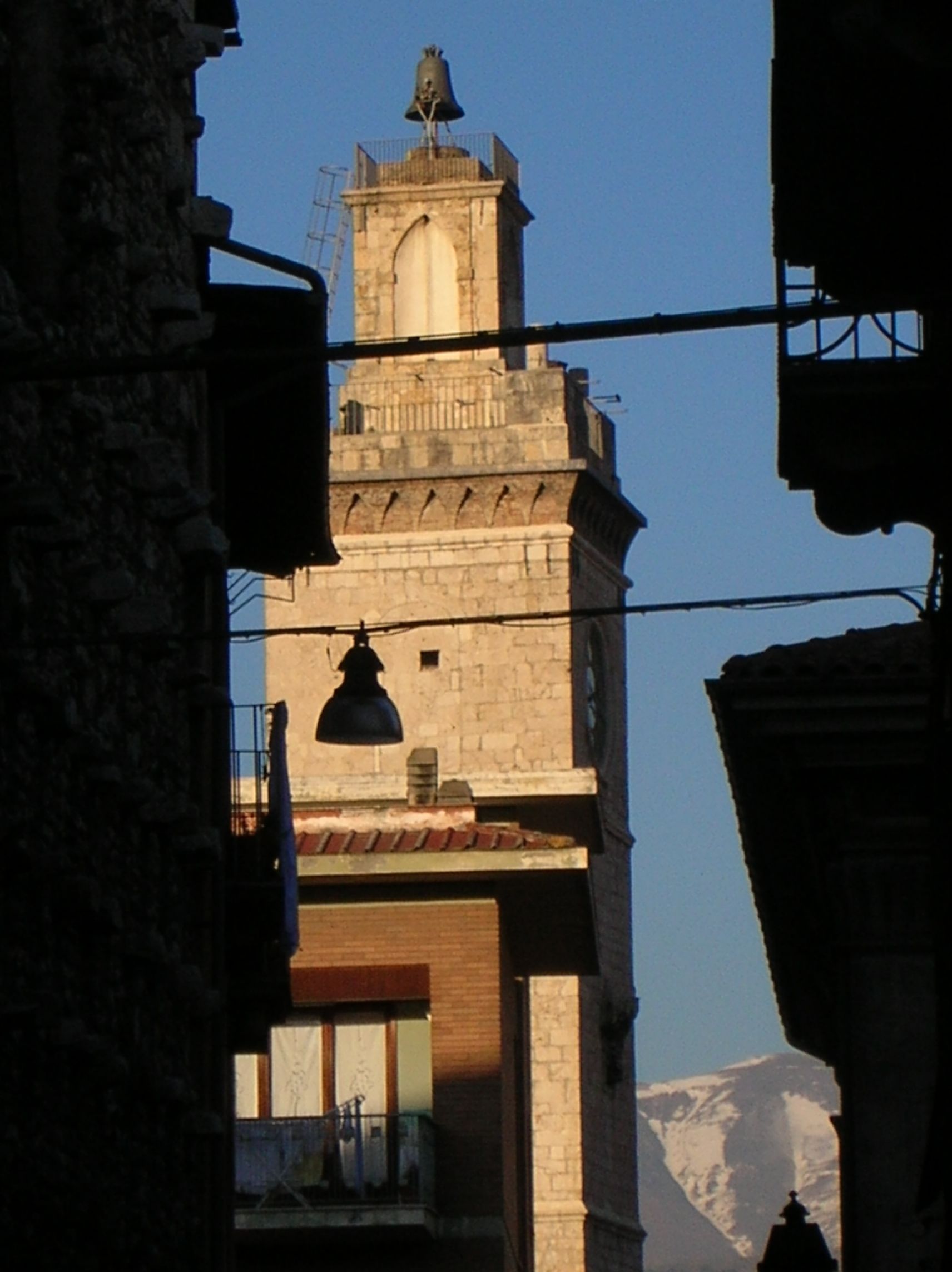
La torre del Palazzo Margherita, con la campana "reatinella", che ogni sera rintocca 99 volte

Secondo la leggenda la città fu fondata federando 99 castelli, ossia dei piccoli centri urbani nella conca aquilana, ognuno dei quali ha contribuito alla costruzione di un pezzo della città edificando una chiesa, una piazza e una fontana. A ricordo della fondazione la campana della torre civica di Piazza Palazzo, fino al sisma del 2009 che ha danneggiato la struttura, batteva 99 rintocchi, e questa tradizione, insieme al primo grande monumento della città, la fontana delle 99 cannelle, contribuisce a mantenerne viva la leggenda. Le cannelle della fontana, realizzata da Tancredi da Pentima nel 1272, sono in tutto 99, mentre per i castelli, molti dei quali ancora oggi esistenti, esiste una dettagliata spiegazione di Bernardino Cirillo negli Annali della città dell'Aquila. I borghi che fondarono la città sono oggi distribuiti, seguendo le attuali divisioni comunali e provinciali, nella provincia dell'Aquila e nella provincia di Rieti, in quanto fino al 1927 i comuni del circondario di Cittaducale facevano parte dell'Aquilano: in particolare il contado di Antrodoco contribuì con il più alto numero di castelli (Antrodoco, Corno, Rocca d Corno, Rocca di Fondi, Cesura, Piscignola) dopo il contado Aquilano.
I castelli fondatori, in realtà 71, furono: Aragno, Arischia, Assergi, Bagno, Barete, Barile, Bazzano, Beffi, Bominaco, Cagnano, Camarda, Campana, Caporciano, Cascina, Chiarino, Civitaretenga, Civitatomassa, Collebrincioni, Collepietro, Collimento, Coppito, Corno, Fagnano, Filetto, Fontecchio, Forcella, Forfona (o Civita di Bagno), Fossa, Genca, Gignano, Goriano Valli, Lucoli, Navelli, Ocre, Paganica, Pescomaggiore, Pile, Pizzoli, Poggio Santa Maria, Porcinaro, Preturo, Rascino, Rocca delle Vene, Rocca di Cambio, Rocca di Corno, Rocca di Mezzo, Rocca Santo Stefano, Roccapreturo, Roio, San Benedetto in Perillis, San Pietro della Genca, San Pio delle Camere, San Silvestro, San Vito, San Vittorino, Sant'Anza, Sant'Eusanio, Santa Maria del Ponte, Sassa, Scoppito, Sinizzo, Stiffe, Tempera, Tione, Tornimparte, Torre, Torre di Maiardone, Vasto, Vigliano, Villa di Cese e Vio (o Pedicino).

### La leggenda dei Templari all'Aquila
(Canzone popolare Novantanove)

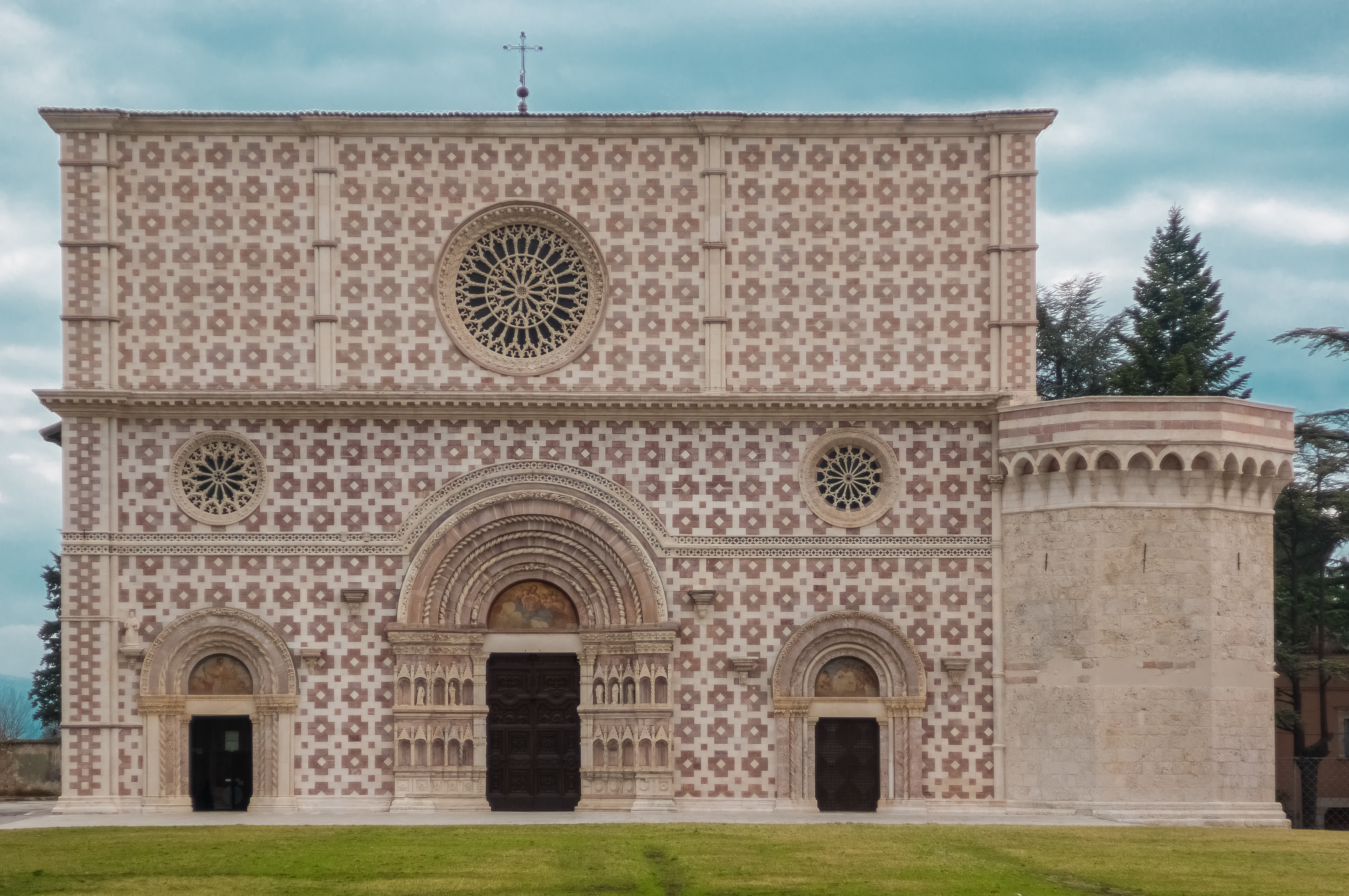
Facciata della basilica di Santa Maria di Collemaggio

La leggenda aquilana dei Cavalieri Templari riguarda la Basilica di Santa Maria di Collemaggio, insieme alla chiesa di Santa Maria ad Cryptas di Fossa. Il segreto delle numerologia templare aquilana sarebbe nel 99, che l'Arca dell'Alleanza templare attracca coordinate geografiche, latitudini e longitudini attraverso il disegno "occidentale" di una Gerusalemme riprogettata con i punti cardinali topograficamente invertiti. Una simbologia che nel numero 66, corrispondente alla parola "Dio" per l'Islam, assume le spoglie del 99. Ricostruendo la pianta che dal Tempio di Salomone, trova rifugio e sicura roccaforte nella Basilica di Collemaggio di Celestino V, L'Aquila rinascerebbe dalle ceneri dell'antica Gerusalemme: una città gemella, con il suo Monte degli Ulivi, con una geografia urbana ben delineata da assi longitudinale e latitudinali, che dal Borgo Rivera con la fontana delle 99 cannelle si espande sino ai borghi circostanti. Ciò che combacia maggiormente con Gerusalemme è la mappa catastale della città.
L'impianto urbano della città combacia con Gerusalemme e le due città sorgono su colline: L'Aquila a 731 metri di altitudine, e Gerusalemme 750 metri, e ponendo le due mappe della città una sopra l'altra si ottiene una sovrapposizione quasi precisa, che vede corrispondere il sud dell'Aquila al nord di Gerusalemme. Analogie si hanno anche tra i quarti dell'Aquila e i quattro quartieri storici di Gerusalemme: quello cristiano, il musulmano, l'ebraico e l'armeno; analoga è la disposizione dei rispettivi fiumi: l'Aterno aquilano e il Cedron gerosolimitano, così come simili sono la fontana della Rivera e la piscina di Silo, adiacenti a una porta delle mura nella parte bassa della città.

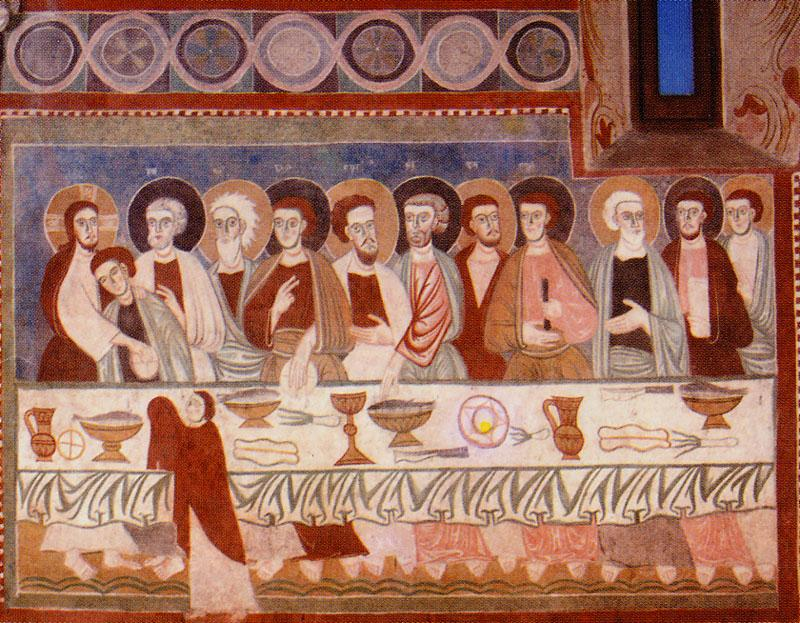
Affresco dell'"Ultima Cena" nella chiesa di Santa Maria ad Cryptas di Fossa

Simbolico è il numero 99: 9 sono le lampade nelle Grotte vaticane, 9 erano i Templari che scavarono per 9 anni nel tempio di Salomone, la stanza dove si trovava l'Arca dell'Alleanza misurava 9×9 m, l'ordine dei Templari fu istituito nell'anno 1099. Parlando della città, 99,16 il numero delle lunazioni che si verificano nel corso di 8 anni alla latitudine dell'Aquila; le coordinate della città sono latitudine 42",21' (la cui somma 4 + 2 + 2 + 1 = 9), longitudine 13"23' (somma 1 + 3 + 2 + 3 = 9). Gerusalemme ha come numero 66, il valore numero corrispondente alla parola di Dio.
La fondazione dell'Aquila è un caso particolare, unico nel Medioevo italiano: la città nacque secondo un disegno armonico ben preciso, ovvero la copia in pianta della città di Gerusalemme, che non trova precedenti nella storia dell'architettura urbana (un caso simile, nel 1703, fu la nascita di San Pietroburgo).

## Prima fondazione

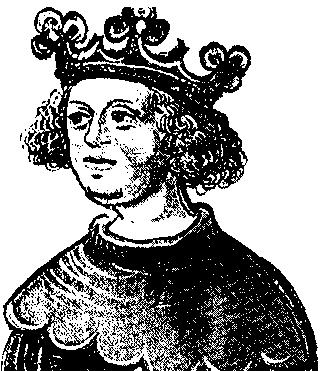
Corrado IV, che stipulò il diploma di fondazione nel 1254

### La richiesta a Gregorio IX e la mancata fondazione
Gli abitanti delle diocesi amiternina e forconense si rivolsero a papa Gregorio IX chiedendo il permesso per la costruzione di una nuova città, ribellandosi dunque al vassallaggio dei baronati normano-svevi. La trattativa fu portata avanti tra il 27 luglio e il 7 settembre 1229 da ambasciatori amiternini inviati al pontefice, al quale furono riferite le vessazioni a cui gli abitanti erano sottoposti come conseguenza dello strapotere di Federico II (che durante la conquista d'Abruzzo aveva installato un suo presidio, ricacciando i Conti normanni di Poppleto), rivelando una dura realtà di tasse, imprigionamenti, condanne a morte e mutilazioni varie per chi disobbediva alla legge. Nelle lettere gli abitanti, trovandosi nel demanio della Chiesa romana, chiedevano al Papa di riconoscere tale realtà di fatto e di fondare una nuova città in funzione anti-feudale nella località di Acculi: con una lettera del 7 settembre 1229 inviata dallo stesso pontefice fu accordata la possibilità di fondare un nuovo centro. Tuttavia l'iniziativa non si concretizzò. Benché il progetto si sviluppò una trentina di anni più tardi, la fondazione della città fu vista come un atto politico. Nacquero delle controversie attorno al diploma di Federico II, considerato, insieme a Carlo I d'Angiò, come uno dei patrocinatori di tale nascita.
Nel frattempo, nella conca aquilana fu fondato il Convento di San Nicola ad Arischia fuori dal castello abitato, dipendendo dal Santo Spirito di Ocre, mentre a Campo Imperatore venne eretto il monastero di Santa Maria del Monte (di cui oggi si vedono cospicui resti). La fitta trama cistercense portava inevitabilmente denaro all'economia locale, con la produzione di olio, vino, saline, mulini, raccolti. I cistercensi insegnarono ai contadini di Forcona e Amiterno a sviluppare un nuovo sistema di coltivazione che non dovesse seguire per forza i dettami delle vecchie forme di potere longobarde. La centralizzazione dell'ordine cistercense nella zona non si sviluppò soltanto nel campo agrario, ma anche in quello poetico e culturale, come dimostrano le prime composizioni poetiche provenienti dall'Aquila: la Lamentatio Beate Marie de Filio, trascritta in un codice di Celestino V, dove sono evidentissimi i segni del dialetto sabino-amiternino, ma anche un registro stilistico inedito in Abruzzo in quegli anni, che faceva riferimento senza dubbio alla Scuola siciliana, e dunque legata a Federico II, e in parte a quella tosco-umbra.

### La nuova richiesta e il privilegio di Corrado IV
Buccio di Ranallo parla di riunioni segrete dei villici desiderosi della fondazione, presso delle grotte a San Vittorino e a Bazzano (nella grotta della chiesa di Santa Giusta), segno dei malumori dei cittadini per la mancata realizzazione della fondazione della città. Tali riunioni sarebbero dovute terminare in un eccidio di massa, per scatenare una rivolta. A fatto compiuto, i cittadini mandarono Jacopo de Senizo (o da Sinizzo) dal pontefice per richiedere nuovamente il permesso di fondazione della città, che fu accordato grazie anche alla mediazione di Corrado IV di Svevia che, il 20 maggio 1254, emanò un privilegio nel quale si esortano i castelli degli antichi contadi di Amiternum e Forcona a formare un'unica città. Il documento fu incluso nel "Diploma di Federico II": questo, dunque, sarebbe quello firmato da Corrado (poiché Federico morì nel 1250), dove si sancisce la nascita della città nella località "Acculi" (o Aquili) al fine di impedire il passaggio dei predoni e dei saccheggiatori nella vasta area della conca controllata da alcuni castelli già esistenti, come Forcona e Amiterno. 
Vennero stabiliti i confini della città, confiscate le terre e i boschi, si dette la licenza di universitas, e dunque aboliti gli obblighi feudali, oltre all'abbattimento delle varie rocche feudali che si trovavano dentro il territorio, come ad esempio un certo castrum Cassari. L'operazione di Corrado di Svevia di pacificare le lotte intestine dei baroni nel regno, ossia quella di creare una città simbolica per tale pacificazione, affinché fosse anche un punto di riferimento militare al confine tra Regno di Napoli e Stato Pontificio, sembra essere quella più plausibile.

### La prima città
In generale, non si hanno molte notizie sulla prima città, poiché quella attuale è il frutto della ricostruzione dopo il 1259, quando venne distrutta da Manfredi di Svevia. Si può comunque tide che la città nella prima fondazione fu allo stesso tempo papale, sveva e angioina; alcuni attribuiscono i precedenti dell'origine alla fondazione del monastero di Santo Spirito ad Ocre, nello stesso periodo in cui veniva fondata l'abbazia di Santa Maria di Casanova a Villa Celiera da parte di Margherita, contessa di Loreto Aprutino (1191), insieme ad altri monasteri cistercensi abruzzesi di grande importanza nell'era svevo-angioina.
Tra i motivi della crescente importanza di Aquila nei primissimi anni di vita c'è certamente la posizione strategica in cui venne costruita. La città trovò forma su di un colle posto al centro di un'ampia conca di origine lacustre, circondata e protetta dalle catene del Sirente-Velino e dal massiccio del Gran Sasso e dei Monti della Laga. Aquila si trovò dunque in posizione pressoché baricentrica rispetto al suo contado e all'intera valle dell'Aterno e divenne ben presto luogo d'incontro e di commercio, un ruolo appositamente studiato dalla Corona e per il quale Corrado IV destinò demanialmente alla città il territorio circostante.
Sicuramente si sa che nel territorio dentro le mura esistevano due nuclei già precedentemente abitati: La Torre, nel cuore dell'attuale quarto San Giorgio, dove fu eretta la chiesa di San Flaviano, e il borgo di Acculi, citato nel Privilegium di Corrado IV, descritto come luogo pieno di sorgenti (infatti nel 1272 vi fu costruita la fontana delle 99 cannelle), con alcune case e la chiesa di Santa Maria della Rivera, che poi diventerà la chiesa delle Clarisse. Dunque da questa piccola località, compresa nel quarto di San Marciano, nacque la città di Aquila. Storici come Claudio Crispomonti e Sebastiano Marchesi, pur con ipotesi improbabili, concordano sul fatto che esisteva nel colle dell'attuale L'Aquila una città italica, anche se occorrerebbero scavi archeologici per testimoniare ciò.
Lo storico Antinori cita un documento che parla del 1255, quando la città era ancora in fase di popolamento.
(Anton Ludovico Antinori)

## Seconda fondazione

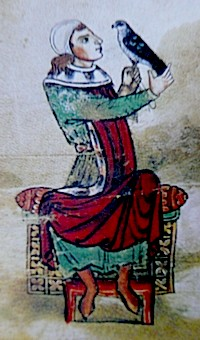
Manfredi di Svevia distrusse la città nel 1259

### La distruzione a opera di Manfredi di Svevia
Colpevole di essere rimasta fedele alla Chiesa nella contesa tra papato e impero, la città di Aquila nel 1259 fu punita e rasa al suolo da Manfredi. Con la morte di Corrado nel 1254, infatti, Manfredi assunse la reggenza del regno, scontrandosi con papa Innocenzo IV per il dominio temporale sul Regno di Sicilia. A Innocenzo succedette papa Alessandro IV, che aveva rapporti con la diocesi di Forcona e si impegnò a fondare un partito guelfo ad Aquila, promuovendo, prima in una lettera del 1256 rivolta al popolo aquilano e poi in un'altra l'anno successivo in seguito al trasferimento da Forcona della cattedra episcopale, una campagna bellica contro Manfredi. Interessante notare come in queste lettere la città venisse chiamata "Communi Aquilano". Manfredi nel 1258 si fece eleggere a Palermo re di Sicilia e rafforzò la sua campagna di compressione delle autonomie concesse dai suoi predecessori. Buccio commenta:
(Buccio di Ranallo, Cronaca rimata)

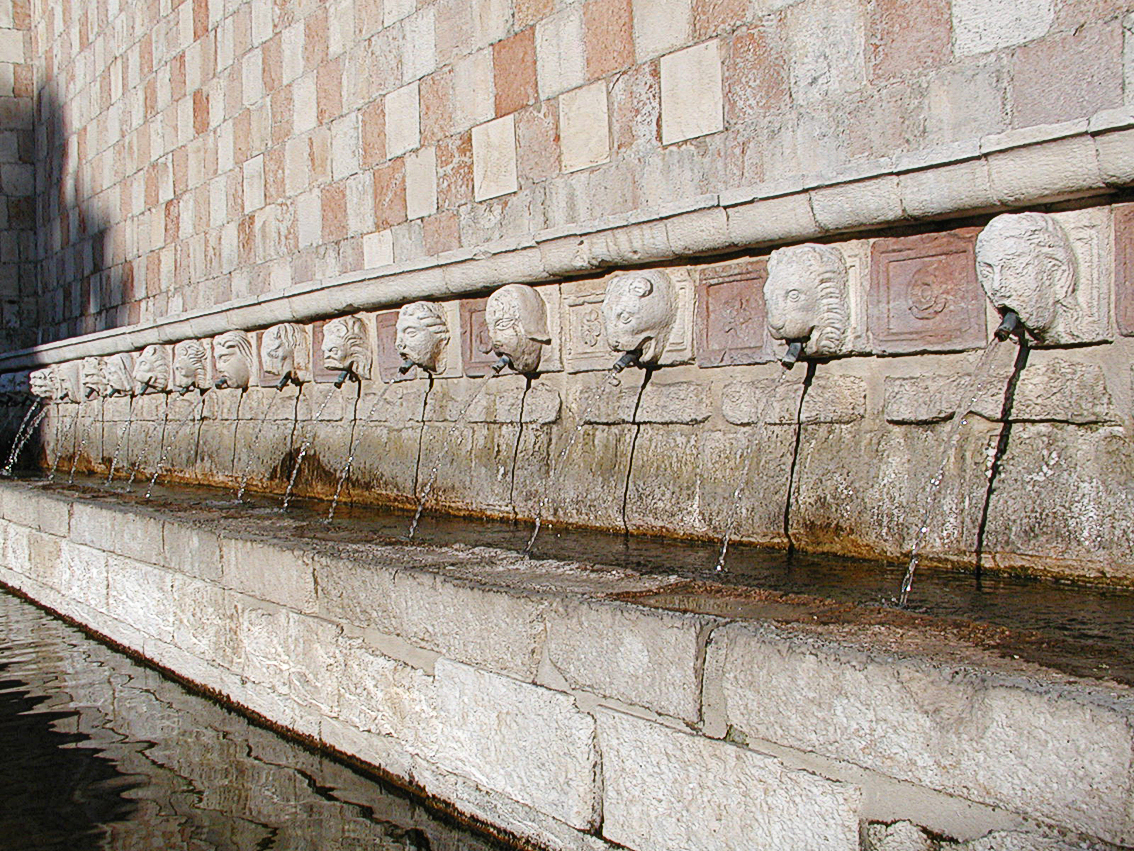
La fontana delle 99 cannelle, che simboleggia il mito della nuova fondazione del 1265

Aquila, opposta a Manfredi, essendo ancora una città di recente fondazione e priva di una cinta muraria in pietra, tentò di difendersi con una lettera al re Enrico III d'Inghilterra, che rispose nel luglio del 1258 ma che fin dal 1257 aveva messo a disposizione della città una somma di 540 marchi da usare per la sua difesa. L'aiuto di Enrico III può essere spiegato attraverso il “negotium Siciliae”: papa Innocenzo IV aveva offerto la corona del Regno di Sicilia al re d'Inghilterra nel 1253. L'interesse di questi per il regno si mantenne alto e il suo intervento spiega l'importanza che la città aquilana raggiunse nella geopolitica locale, nonostante il breve tempo trascorso dalla fondazione. Così si giustifica anche la distruzione da parte di Manfredi della città. Rasa al suolo, Aquila si spopolò e la sede della diocesi tornò nuovamente a Forcona.

### I Quarti
Per facilitare l'opera di rifondazione Aquila venne suddivisa da Lucchesino da Firenze in quattro parti, dette "Quarti", due delle quali riconducibili al circondario occidentale della città, ovvero la zona dell'antica Amiternum (San Marciano e San Pietro), e le restanti due al circondario orientale, la zona dell'antica Forcona (Santa Maria e Santa Giusta).

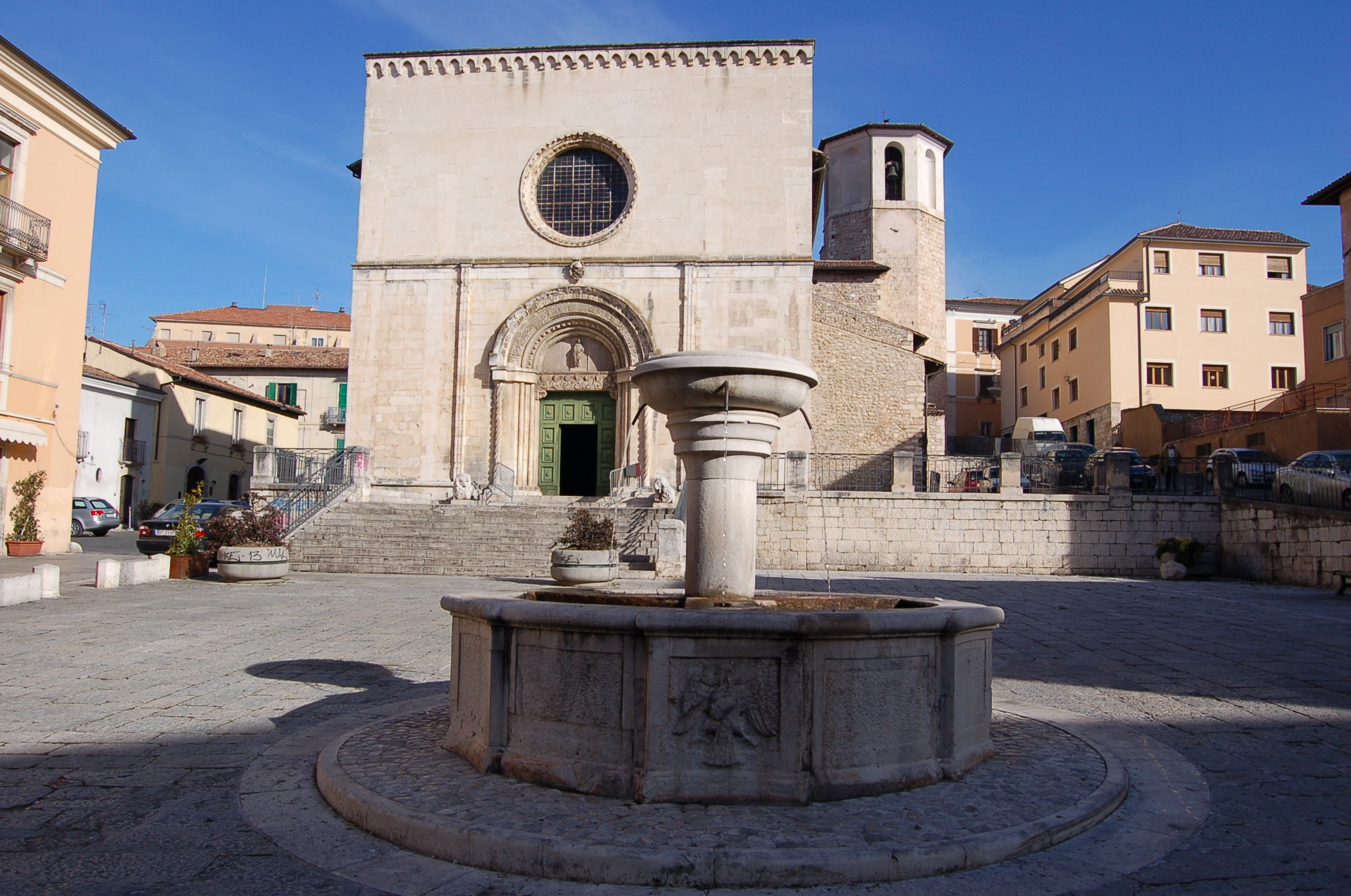
Chiesa di San Pietro a Coppito, la capoquartiere del quarto San Pietro

La particolarità dei Quarti è quella di non limitare la suddivisione alla città intra moenia, ma di estenderla a tutto il contado circostante, il che accentuò e radicalizzò tra gli abitanti della nuova città il senso di appartenenza al vecchio castello di provenienza. All'interno dello spazio urbano ogni comunità realizzò uno spazio simbolico collegato al vecchio castello di provenienza, generalmente una chiesaconsacrata allo stesso santo del castello, una piazza e una fontana. Negli Statuta Civitatis dell'Aquila è spiegato molto bene lo schema dei locali dei quarti, divisi in quattro nel 1276, nei quali dovevano costruirsi il palazzo del signore e la chiesa soprattutto, da realizzarsi entro un anno dalla fondazione e alle cui spese doveva contribuire tutto il clero.
Nella città sono ancora oggi identificabili le direttrici del cardo e dei decumani che separano i rispettivi quarti e le piccole vie e i piazzali dei vari locali fondati dai castelli. Ciò è dovuto all'edificazione lenta che posticipò di molti anni il suo completamento: l'edificazione della chiesa davanti a un piazzale e il palazzo di rappresentanza della famiglia colonizzante, insieme a un gruppo di abitazioni dei castellani trasferitisi dall'originario borgo nel sobborgo di Quarto. Lo schema ben preciso a scacchiera si conformò nel XV secolo, come dimostrano anche le carte dell'ingegnere rinascimentale Girolamo Pico Fonticulano.

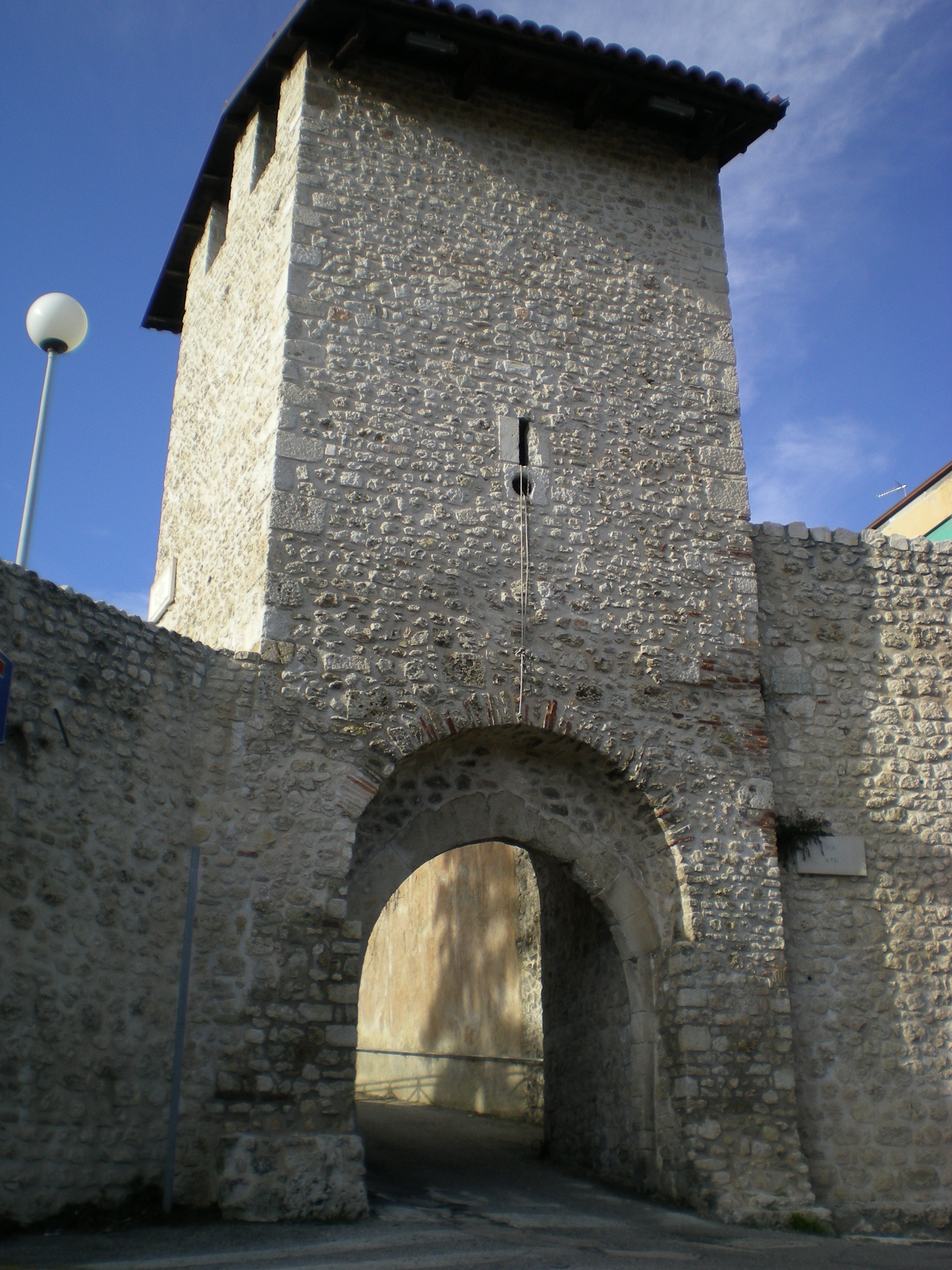
Porta Leoni

### La ricostruzione e la seconda città
Con l'arrivo nel 1265 di Carlo I d'Angiò a Roma gli abitanti della conca iniziarono le trattative per la ricostruzione della città attraverso l'invio di alcuni ambasciatori. Papa Clemente IV rivendicò l'appartenenza della diocesi di Amiterno al territorio della diocesi di Rieti tramite una lettera, evidenziando una controversia: la diocesi forconese, nel frattempo, fu assorbita da quella reatina e, quindi, sarebbe stato assurdo avere una città con due sedi vescovili. Così facendo, il pontefice si schierò contrariamente alla ricostruzione appoggiando i baroni feudatari, poiché il territorio, compresa Rieti, si trovava nello Stato Ecclesiastico. Carlo, viceversa, rifiutò le pretese del pontefice e, dopo la battaglia di Benevento, nel 1266 fece ricostruire Aquila, esortando l'inurbamento dei castelli vicini: Refayte l'Aquila ché io vollio in veritate! La moneta promessa per termene portate. Gli abitanti spontaneamente si sottomisero quindi al re angioino. Dieci anni dopo, nel 1276, vennero cominciati i lavori per la costruzione della cinta muraria, mentre la città divenne sempre più vasta e popolosa, arrivando alla fine del Duecento a contare circa 60.000 abitanti. Secondo Buccio l'ambasciatore reale per la nuova riedificazione fu il cancelliere papale Jacopo da Sinizzo.
Nella Cronaca di Buccio si fa riferimento anche alla battaglia di Tagliacozzo nei Piani Palentini del 1267, ovvero quando re Carlo chiese aiuto agli aquilani contro Corradino di Svevia. Gli aquilani intervennero per ingraziarsi il re e per evitare un ritorno svevo, poiché qualche anno prima si erano verificati disordini con la "liberazione" degli schiavi, rallentata dai baroni e dal loro rappresentante Rambotto, ucciso dagli stessi schiavi, e dall'abbattimento incontrollato delle rocche nel territorio della conca. La vittoria a Tagliacozzo di Carlo giovò molto alla città, con l'afflusso sempre più cospicuo di cittadini dai vari borghi circostanti e l'avvio di un florido mercato con traffici commerciali lungo le principali vie dei tratturi.

### La fondazione di Posta
Nel 1299 venne fondata, nel Lazio odierno ma fino al 1927 negli Abruzzi, la cittadina di Posta da parte dei castellani di Borbona, Laculo, Villa, Sigillo, Pietrapiede e Foro Machilonese, con le stesse proposte di autonomia, suscitando le ire immediate di Aquila. Infatti il nuovo insediamento andava a completare una cintura protettiva fino allo Stato pontificio con Cittareale, Cittaducale e Leonessa fino a Norcia e, nonostante i risentimenti aquilani che lasciavano intendere ideali di forte autonomia dalla Corona di Napoli, il re Carlo acconsentì a questa nuova fondazione. Posta, per quanto più piccola rispetto ad Aquila, non era una città così grande e godeva di una situazione ben diversa dalla rivale amiternina, ossia con dei baroni a capo dei castelli fondanti; per cui gli aquilani stessi, capitanati da Niccolò dell'Isola, avevano osato distruggere le rocche senza il permesso del sovrano.
Tuttavia quel che accadde segnò indelebilmente lo spirito aquilano, ossia d'orgoglio e ferocia, poiché l'abitato di Machilone, uno dei "leggendari" 99 castelli che fondò la città amiternina, venne distrutto il giorno di Santa Giusta da Bazzano nel 1299 e cancellato dagli scudi con le armi dei castelli fondanti. La repressione aquilana dei castelli del circuito di Cittaducale che avevano fondato la città, considerati adesso "traditori" della medesima, fu molto dura, tanto che oggi borghi come la stessa Machilone non esistono nemmeno in forma di ruderi. Malgrado quest'ennesima azione di forza verso la Corona, in virtù della condizione di città di confine tra Regno di Napoli e Stato della Chiesa, né l'abitato né la popolazione furono oggetto di punizioni. Carlo II il 22 gennaio 1304 concesse con un diploma il castello di Posta al dominio aquilano.